# Wereldkampioenschap voetbal 2018 (Groep E) Brazilië - Costa Rica
Dit artikel gaat over de wedstrijd in de groepsfase in groep E tussen Brazilië en Costa Rica die gespeeld werd op vrijdag 22 juni 2018 tijdens het wereldkampioenschap voetbal 2018. Het duel was de vierentwintigste wedstrijd van het toernooi.

## Voorafgaand aan de wedstrijd
- Brazilië stond bij aanvang van het toernooi op de tweede plaats van de FIFA-wereldranglijst.[1]
- Costa Rica stond bij aanvang van het toernooi op de drieëntwintigste plaats van de FIFA-wereldranglijst.[2]
- Deze confrontatie tussen de nationale elftallen van Brazilië en Costa Rica was de elfde in de historie.[3]
- Het duel vindt plaats in het Stadion Sint-Petersburg in Sint-Petersburg. Dit stadion werd in 2017 geopend en kan 66.881 toeschouwers herbergen.

## Wedstrijdgegevens[4]
| Datum                | 22 juni 2018                                                                                  | 22 juni 2018                                                                                  |
| Wedstrijdnummer      | 24                                                                                            | 24                                                                                            |
| Stadion              | Stadion Sint-Petersburg, Sint-Petersburg                                                      | Stadion Sint-Petersburg, Sint-Petersburg                                                      |
| Toeschouwers         | 64.468                                                                                        | 64.468                                                                                        |
| Scheidsrechter       | Björn Kuipers                                                                                 | Björn Kuipers                                                                                 |
| Assistenten          | Sander van Roekel Erwin Zeinstra                                                              | Sander van Roekel Erwin Zeinstra                                                              |
| Vierde official      | Damir Skomina                                                                                 | Damir Skomina                                                                                 |
| Videoscheidsrechters | Danny Makkelie Joe Fletcher (assistent) Artur Soares Dias (assistent) Mark Geiger (assistent) | Danny Makkelie Joe Fletcher (assistent) Artur Soares Dias (assistent) Mark Geiger (assistent) |
| Man van de wedstrijd | Philippe Coutinho                                                                             | Philippe Coutinho                                                                             |
|                      | Brazilië                                                                                      | Costa Rica                                                                                    |
| Doelpunten           | 2                                                                                             | 0                                                                                             |
| Gele kaarten         | 2                                                                                             | 1                                                                                             |
| Rode kaarten         | 0                                                                                             | 0                                                                                             |
| Wissels              | 3                                                                                             | 3                                                                                             |
| Schoten op doel      | 9                                                                                             | 0                                                                                             |
| Schoten naast doel   | 9                                                                                             | 4                                                                                             |
| Overtredingen        | 11                                                                                            | 11                                                                                            |
| Hoekschoppen         | 10                                                                                            | 1                                                                                             |
| Buitenspel           | 3                                                                                             | 3                                                                                             |
| Balbezit (%)         | 66                                                                                            | 34                                                                                            |

| Brazilië | 2 – 0           | Costa Rica |
| (Gabriel Jesus) Philippe Coutinho 90+1' (Douglas Costa) Neymar 90+7'                                                       | goals (assists) | |
| Tite | bondscoach      | Óscar Ramírez |
| Alisson Fagner Thiago Silva Miranda Marcelo Casemiro Paulinho 68' Willian 46' Philippe Coutinho Neymar Gabriel Jesus 90+3' | opstellingen    | Keylor Navas Johnny Acosta Giancarlo González Óscar Duarte 75' Cristian Gamboa Bryan Oviedo 83' David Guzmán Celso Borges Johan Venegas Bryan Ruiz 54' Marco Ureña |
| Douglas Costa 46' Roberto Firmino 68' Fernandinho 90+3'                                                                    | wissels         | 54' Cristian Bolaños 75' Francisco Calvo 83' Yeltsin Tejeda |
| Neymar 81' Philippe Coutinho 81'                                                                                           | gele kaarten    | 84' Johnny Acosta |
| | rode kaarten    | |